# Niels Kaas Johansen
Niels Kaas Johansen (født 18. februar 1910, død 12. februar 1974) var en dansk mag.art., forfatter, redaktør og litteraturanmelder.
Johansen blev mag.art. i almindelig og sammenlignende litteraturhistorie fra Københavns Universitet i 1935. To år senere debuterede han med bogen Den dramatiske teknik i Hans Sachs Fastelavnsspil.